# Наташа Річардсон
Наташа Джейн Річардсон (англ. Natasha Jane Richardson; 11 травня 1963 — 18 березня 2009) — британська акторкка театру, кіно та телебачення, кінопродюсерка, ВІЛ-СНІД активістка.

## Біографія
Наташа Річардсон походить із знаменитої родини Редґрейв, відомої театральної і кіноакторської династії. Вона є дочкою режисера і продюсера Тоні Річардсона та акторки Ванесси Редґрейв, внучкою сера Майкла Редгрейва та акторки Рейчел Кемпсон, сестрою Джоелі Річардсон, зведеною сестрою Карло Габріель Неро і Кетрін Ґрімонд Гесс, племінницею акторки Лінн Редґрейв і актора Корін Редгрейв та двоюрідною сестрою акторки Джемми Редгрейв.
Перший сценічний досвід Наташа отримала в ролі Гелени в шекспірівському «Соні літньої ночі» і в ролі Офелії в «Гамлеті». Переломним для її кар'єри став 1986 рік, коли вона отримала роль Ніни в чеховської «Чайці».
У 1980-ті роки Річардсон знялася в кількох телевізійних фільмах.
В 1998 Наташа Річардсон отримала премію Тоні за головну роль в мюзиклі Кабаре англійського письменника Крістофера Ішервуда.

## Приватне життя
З 1990 по 1992 Наташа Річардсон була одружена з продюсером Робертом Фоксом. У 1994 році одружилася з актором Ліамом Нісоном, з яким познайомилася на одній з театральних постановок. Народила двох дітей: Майкл (нар. 1996) та Деніел (нар. 1997).

## Смерть
16 березня 2009 акторка отримала серйозну черепно-мозкову травму на гірськолижному курорті Мон-Тремблан у Квебеку. Як повідомили представники курорту, вона каталася без шолома на трасі для новачків, після падіння не отримала видимих пошкоджень. Їй запропонували звернутися до лікаря, але вона відмовилася. Через якийсь час стан акторки різко погіршився, вона впала в кому, її доставили в Монреальський госпіталь Sacre-Coeur.
18 березня сім'я ухвалила рішення відключити її від системи забезпечення життєдіяльності, тому що за оцінками лікарів настала смерть мозку. На думку лікарів, смерті вдалося б запобігти, якби вона вчасно звернулася за медичною допомогою.
Її перевезли до Нью-Йорку, щоб з акторкою могла попрощатися родина. Госпіталь Lenox Hill відвідали її чоловік, мати і сини — 12-річний Деніел і 13-річний Майкл.
Пізніше було оголошено, що сім'я акторки вирішила пожертвувати її органи для трансплантації.

## Фільмографія

### Фільми
- 1968: The Charge of the Light Brigade
- 1986: Gothic — роль Мері Шеллі
- 1987: A Month in the Country
- 1988: Patty Hearst
- 1989: Fat Man and Little Boy
- 1990: Оповідь служниці / The Handmaid's Tale
- 1990: The Comfort of Strangers
- 1991: The Favour, the Watch and the Very Big Fish
- 1992: Після опівночі / Past Midnight
- 1994: Нелл / Nell
- 1994: Widows' Peak
- 1998: Пастка для батьків / The Parent Trap
- 2001: Англійський цирульник / Blow Dry
- 2001: Стіни Челсі / Chelsea Walls
- 2002: Прокинутися в Рено / Waking Up In Reno
- 2002: Покоївка з Мангеттену / Maid in Manhattan
- 2005: Біла графиня / The White Countess
- 2005: Asylum
- 2007: Вечір / Evening
- 2008: Wild Child
- 2010: The Wildest Dream

### Телебачення
- 1984: Oxbridge Blues
- 1985: The Adventures of Sherlock Holmes
- 1987: Ghosts
- 1993: Zelda
- 1993: Hostages
- 1993: Suddenly Last Summer
- 1996: Tales from the Crypt
- 2001: Haven
- 2007: Mastersons of Manhattan
- 2008: Top Chef

### Театр
- 1983: On the Razzle
- 1983: Top Girls
- 1983: Charley's Aunt
- 1985: Чайка (Антон Чехов)
- 1985: Сон літньої ночі (Вільям Шекспір)
- 1985: Гамлет (Вільям Шекспір)
- 1987: High Society
- 1993: Анна Крісті (Юджин О'Ніл)
- 1998: Кабаре (Крістофер Ішервуд) — за головну роль в цьому мюзиклі отримала премію Тоні.
- 1999: Closer
- 2003: Жінка з моря (Генрік Ібсен)
- 2005: Трамвай на ймення «Бажання» (Теннессі Вільямс)